# Amphoe Mueang Nan

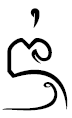
„Nan“ in Lanna-Schrift

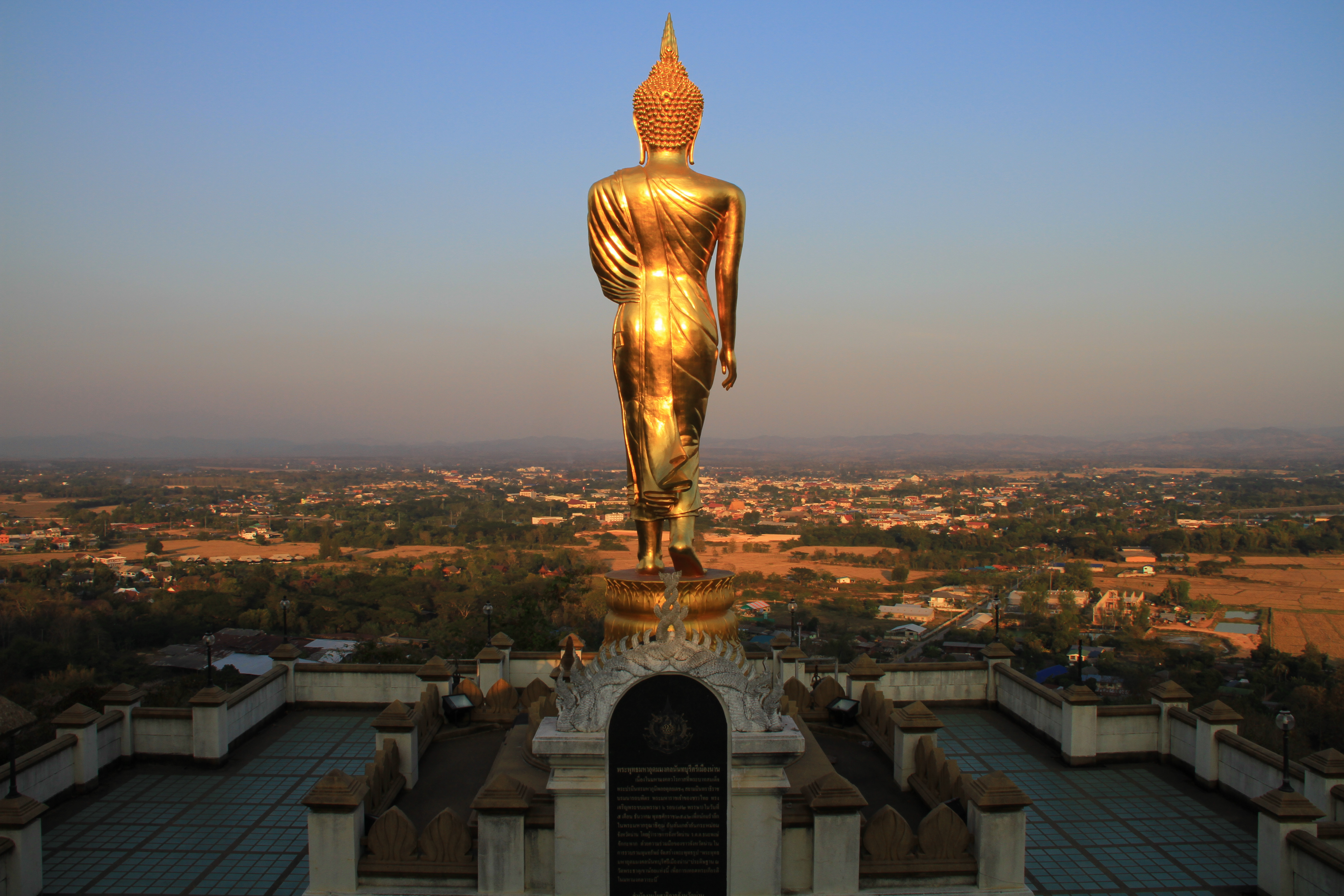
Schreitender Buddha vom Wat Phra That Khao Noi blickt über die Stadt Nan

Amphoe Mueang Nan (Thai: อำเภอ เมืองน่าน) ist ein Landkreis (Amphoe – Verwaltungs-Distrikt) in der Provinz Nan. Die Provinz Nan liegt in der Nordregion von Thailand.

## Geographie
Benachbarte Distrikte (von Norden im Uhrzeigersinn): die Amphoe Tha Wang Pha, Santi Suk, Phu Phiang, Wiang Sa und Ban Luang in der Provinz Nan sowie Amphoe Pong der Provinz Phayao.

## Geschichte
Die Geschichte des Distrikts geht zurück auf Khwaeng Nakhon Nan, welches 1899 vom Innenministerium eingerichtet wurde. Im Jahr 1917 wurde er in Mueang Nan umbenannt.

## Verwaltung

### Provinzverwaltung
Der Landkreis Mueang Nan ist in elf Tambon („Unterbezirke“ oder „Gemeinden“) eingeteilt, die sich weiter in 109 Muban („Dörfer“) unterteilen.
| Nr. | Name        | Thai    | Muban | Einw.  |
| --- | ----------- | ------- | ----- | ------ |
| 01. | Nai Wiang   | ในเวียง  | 0-    | 19.189 |
| 02. | Bo          | บ่อ      | 10    | 04.411 |
| 03. | Pha Sing    | ผาสิงห์   | 09    | 06.391 |
| 04. | Chai Sathan | ไชยสถาน | 11    | 07.233 |
| 05. | Thuem Tong  | ถืมตอง   | 08    | 03.413 |
| 06. | Rueang      | เรือง    | 08    | 04.897 |
| 07. | Na Sao      | นาซาว   | 07    | 03.595 |
| 08. | Du Tai      | ดู่ใต้     | 15    | 08.458 |
| 09. | Kong Khwai  | กองควาย | 12    | 05.464 |
| 16. | Bo Suak     | บ่อสวก   | 13    | 06.572 |
| 17. | Sanian      | สะเนียน  | 16    | 12.155 |

Die fehlenden Geocodes beziehen sich auf die Tambon, die heute zum Amphoe Phu Phiang gehören.

### Lokalverwaltung
Es gibt eine Kommune mit „Stadt“-Status (Thesaban Mueang) im Landkreis:
- Nan (Thai: เทศบาลเมืองน่าน) bestehend aus dem kompletten Tambon Nai Wiang und Teilen des Tambon Pha Sing.

Es gibt zwei Kommunen mit „Kleinstadt“-Status (Thesaban Tambon) im Landkreis:
- Du Tai (Thai: เทศบาลตำบลดู่ใต้) bestehend aus dem kompletten Tambon Du Tai.
- Kong Khwai (Thai: เทศบาลตำบลกองควาย) bestehend aus dem kompletten Tambon Kong Khwai.

Außerdem gibt es acht „Tambon-Verwaltungsorganisationen“ (องค์การบริหารส่วนตำบล – Tambon Administrative Organizations, TAO)
- Bo (Thai: องค์การบริหารส่วนตำบลบ่อ) bestehend aus dem kompletten Tambon Bo.
- Pha Sing (Thai: องค์การบริหารส่วนตำบลผาสิงห์) bestehend aus Teilen des Tambon Pha Sing.
- Chaiya Sathan (Thai: องค์การบริหารส่วนตำบลไชยสถาน) bestehend aus dem kompletten Tambon Chaiya Sathan.
- Thuem Tong (Thai: องค์การบริหารส่วนตำบลถืมตอง) bestehend aus dem kompletten Tambon Thuem Tong.
- Rueang (Thai: องค์การบริหารส่วนตำบลเรือง) bestehend aus dem kompletten Tambon Rueang.
- Na Sao (Thai: องค์การบริหารส่วนตำบลนาซาว) bestehend aus dem kompletten Tambon Na Sao.
- Bo Suak (Thai: องค์การบริหารส่วนตำบลบ่อสวก) bestehend aus dem kompletten Tambon Bo Suak.
- Sanian (Thai: องค์การบริหารส่วนตำบลสะเนียน) bestehend aus dem kompletten Tambon Sanian.